# シド・ヴィシャス
シド・ヴィシャス （シド・ビシャス、Sid Vicious、1957年5月10日 - 1979年2月2日）は、イングランドのミュージシャン、ベーシスト、パンクロッカー。
同国のパンクバンドである「セックス・ピストルズ」のメンバーとして知られる。バンド解散後に若くして他界した。そのカリスマ性と過激なパフォーマンスに人々は魅了され、波乱に満ちた生涯がパンク・ムーブメントの伝説として語り継がれた。

## 経歴

### 幼少期
シドはサウスイースト・ロンドンのルイシャムにて父ジョン・リッチーと母アン(1933〜96)のもとに生まれた。アンは学校を中退した後イギリス空軍に入隊し、そこでバッキンガム宮殿の衛兵をしていたジョンの父と知り合い、彼の息子ジョンと交際するようになった。アンは出産後イビサへと移住するが、結局ジョンとの結婚は破談となった。1965年にクリストファー・ビヴァリーと再婚し、シドも「ジョン・サイモン・ビヴァリー」と改名した。

### セックス・ピストルズ
元々シドは、セックス・ピストルズの熱狂的なファンの一人であり、ファンの頃からピストルズのギグにて、記者が邪魔でピストルズが見えないと言ってその記者をベルト代わりにつけていた自転車のチェーンで殴るなど、目立った存在だった。同時期に「ポゴダンス」(ライブに合わせ垂直にピョンピョンとジャンプすること)を発明している。シド曰く、発明した理由は「ライブにいる敵を潰すためにジャンプして上から潰す！」とのこと。
1976年9月21日、イベントThe 100 Club Punk Specialでダムドが演奏中に何者かが投げたグラスが柱に当たり、その破片によって観客の女性が片目を失明するという事件が発生した。このときシドはグラスを投げた犯人として逮捕されたものの、証拠不充分により告訴は取り下げられ釈放されている。しかしスリッツのヴィヴ・アルバーティンは彼女の自叙伝の中で「グラスを投げたのは俺だ」と1年後になってシドが告白していたことを明かしている。
シドとジョニー・ロットンはファッション関係の専門学校時代からの友人でもあった。その縁もあってセックス・ピストルズ初代ベーシストにして唯一の作曲者グレン・マトロックが脱退すると、バンドのマネージャーであったマルコム・マクラーレンの誘いにより、後任のベーシストとなった。当時ピストルズのメンバー間では、スティーブ・ジョーンズとポール・クックは非常に仲が良く、常に行動を共にしており、ポールとスティーブ、グレン、ロットンという対立の構図があった。マネージャーのマルコムは仲を取り持つ事をせず、メンバー同士をいがみ合わせるように流言した。
グレンと折り合いが悪かったジョニーは、グレンの脱退後にスティーブとポールに対して発言権を強めたい目論見もあって親友であったシドをベーシストにと強力にマクラーレンにプッシュしたのである。
なおジョニーは、この件の直前にダムドのフロントマンとしてオーディションを受けており、最終選考まで残っていた。しかし最終選考日に寝坊してすっぽかした為、ダムドのフロントマンになり損ねている。

### 解散後
ジョニー・ロットンが脱退後、フランク・シナトラの「マイ・ウェイ」やエディ・コクランの「サムシング・エルス」「カモン・エブリバディ」などのカヴァー曲を収録したシングルをリリース。シドの死後にリリースされたライブ・アルバム『シド・シングス』には、「マイ・ウェイ」のスタジオ録音バージョンも収録された。
セックス・ピストルズにおける最後の音楽活動は「ザ・グレイト・ロックン・ロール・スウィンドル」におけるレコーディングである。
この頃のシドは、パリでの「マイ・ウェイ」の撮影時も既に重度のドラッグ依存により、正常に行動するのが困難な状態になるまで体は痩せ細り、歌詞を憶えさせて1曲収録するのに1週間近くかかるほどに衰弱していた。
その後は、ピストルズの初代ベーシストであるグレン・マトロックや、憧れであったジョニー・サンダースらと一時的に組み、ライブを行っている。
ただしジョニー・サンダースとのステージでは、同じジャンキーであるサンダースからしても、ドラッグによるシドへの悪影響はステージ上にも及んでおり、そのためライブに対応できない、保てないシドを途中で降板させている。この一件は激しく彼を失意に落とした出来事であると言われている。
1978年、シドはジョニー・ロットンと和解し、2人で新たなバンドを結成する話を持ちかける。ロットンも話に乗っていたのだが、恋人のナンシー・スパンゲンが間に入り、「そのバンドのフロントマンはシドじゃないと」と譲らず、ジョニーが「じゃあ、俺は何をやるのさ？」と問いかけると彼女は「あんたはドラムでもやったらいいわ」と返したため、ナンシーの横暴とドラッグを断てないシドの為に頓挫した。同年9月にニューヨークへ渡ったシドとナンシーは、ナンシーの働きかけにより、マクシズで3度ライブを行う。連日ライブハウスは超満員であったが、シドはドラッグ依存の影響で立っているのがやっとで、マイクスタンドにしがみついている状態で、時折ステージ上で倒れこんでしまう。さらには歌詞を思い出せず、歌詞カードを手に持ち歌わなければならず、ついには1曲もまともに歌う事も叶わず、観客からも冷やかな反応を受ける。3日目のステージではザ・クラッシュのミック・ジョーンズと共演している。この辺りからシドとナンシーは死を口にする事が多くなり、彼女は自殺を図るなどするようになる。シドはラストライブの後に、ハードドラッグによるオーバードーズにより、意識を失い入院する。その為に「ザ・グレイト・ロックンロール・スウィンドル」撮影のリオデジャネイロ行きの飛行機に乗れずに、スティーブやポールとは合流せずに不参加と終わる。
1978年10月13日、ニューヨークにあるチェルシーホテルのバスルームでナンシーの死体が発見された。真相は明らかでないが、凶器のナイフがシドの所有物であったことから、麻薬で錯乱したシド自身が刺殺したと言われている。しかし、ナイフは指紋が拭きとられている状態であったり、シドの元に入ったばかりの「マイ・ウェイ」の印税2万ドルが全て無くなっているなど、不可解な状況であったと言われる。
シドはナンシー殺害の時刻には、ツイナールの過剰摂取による昏睡状態となっていた。後に医師らにより、服用した量から類推するに5時間は昏睡状態であったと言われている。その間、部屋には複数人の出入りも確認されており、その際にシドが昏睡している事を証言している。シドは昏睡状態から意識を取り戻すと血だらけで死亡しているナンシーを見つけ、ホテルのフロントに連絡している。一説には、ナンシーにドラッグを売っていた男が、彼女の死の前日には1杯の酒代をせびっていたにもかかわらず、殺害の翌日には新品のブーツとレザーパンツ姿でバーに現れ、血の付いたシャツを見せびらかしていたという話や（後にこの人物はナンシー殺害を仄めかす発言や、彼女を殺害した場面をVTRに収めており、それを販売してひと儲けするような話をしていたというが、真相が明らかになる前に病死している）他にも2人が自殺を図り、昏睡したシドを死んだと思ったナンシーが自殺したという説もあるが、指紋が拭きとられて置いてあったナイフと、消えた2万ドルの謎とは結びつかない。この時期のシドとナンシーは互いを殴り罵る激しい喧嘩を繰り返していた。またナンシーは腎臓を病んでおり、その苦痛の激しさから逃れることも兼ねてハードドラッグに縋っていたという。
シドとナンシーの暮らしたチェルシーホテルの一室は、事件後に「パンクのロミオとジュリエット」神話の崇拝者達の巡礼地と化したことに困惑したホテル側により取り壊され、ランドリー室に作り替えられている。部屋番号も欠番扱いとなり、数字が飛んでいる。
事件後にシドは逮捕されるものの、レコード会社が多額の金を払い、保釈された。

### 死去
シドは保釈後も自殺未遂を起こしたり、パティ・スミスの弟をビール瓶で殴るなどの騒動を起こした末、1979年2月2日、遂にドラッグのオーバードーズにより死亡した。ナンシー殺害の裁判が結審する前の出来事であった。シドが死に至った直接的な原因は、収監され完全にヘロインが抜けきった体へ、高純度のヘロインを収監以前に打っていたのと同じ感覚で大量摂取した事によるものとされる。そのヘロインは、その夜シドに哀願された彼の母親が渡した物だった。
死後、シドの革ジャンのポケットから直筆の遺書らしきメモが発見される。
『私達は死の取り決めがあった。
一緒に死ぬ約束をしていた。
こちらも約束を守らなければいけない。 
今からいけば、まだ彼女に追いつけるかも知れない。
お願いだ。死んだら彼女の隣に埋めてくれ。 
レザージャケットとバイクブーツを死装束にして…さようなら』
と記されていた。
シドの母親は、ナンシーの墓の隣に埋葬して欲しいという息子の遺言を果たそうとするが、ナンシーの両親に拒絶されたためにシドの墓を掘り起こし、彼の遺灰をナンシーの墓に撒いてシドの思いを果たした。なお、ジョニー・ロットンがインタビューにて語った「シドの母親がシドの遺灰をヒースロー空港で転んでぶちまけたので、彼の魂は空港で彷徨っている」という話は嘘である。

## 芸名の由来
「ヴィシャス」という芸名は、スティーヴ・ジョーンズが昔飼っていたハムスターの名前が由来。しかし後年、ジョニー・ロットンは「シド・ヴィシャスの元祖はピンク・フロイドのシド・バレットなんです。由緒正しい名を彼に受け継がせたんです」と述べている（シド・バレットが“シド・ヴィシャス”と実際に呼ばれていたかは不明）。

## 人物

### 性格等
身長6フィート1インチ（約185cm）体重 7ストーン（約45kg）*ライカーズ刑務所収監時
過激な伝説とは裏腹に、本来は非常に気弱で礼儀正しい青年であったとも言われている。
ピストルズ加入以前にシドは、そのファッションセンスとスタイルの良さからヴィヴィアン・ウエストウッドに寵愛され、目立つ存在であった。
またシド・ヴィシャスという芸名を非常に気に入っていて、自身が大好きであったマーベル・コミックのヒーローに準えて振舞っていた。
ただし彼独特の思考で行動しており、既存の社会通念やルールといった括りを一切無視していた為に、周りからは困惑されうる人物であった。
シドは、自身がロットンや観客に求められているイメージのままに行動する事に喜びを感じており、やがてサイモンではなくシド・ヴィシャスそのものへと変わってしまったと母親は語っている。
セックス・ピストルズ時代は専らライブではステージ上から客を挑発し、エキサイトして向かってきた客と殴りあう事が多かった。
アメリカツアー当初は当局への配慮から厳しく「ハード・ドラッグ禁止」を通達されており、監視下でシドのヘロインへの渇望と禁断症状は激しいものだった。
ペパーミント・シュナップスを2本空けても喉の渇きは治まらず、終始汗まみれで汗と冷や汗を交互に掻き、立ったと思ったらまた座り、今度は横になったままといったような事を繰り返していた。やがて禁断症状の限界に達し、ダラスでのライブにて胸に剃刀で「Gimme a Fix」と刻み、客席から投げ込まれた物で鼻血まみれになりながらベースをプレイしている姿は有名である。
そのパンクを地で行く生き様は多くの若者の支持を集め、後期ピストルズのステージ上では、シドの悪ふざけが過ぎるパフォーマンスの方に注目が集まるようになっていく。特にアメリカツアーにおいてはジョニー・ロットンがインフルエンザで精彩を欠いていた事もあり、ライブでの群集はステージ下手側（シドの立ち位置）に詰めかけるようになっていく。
セックス・ピストルズ＝ロットンの図式から序々にバンド内の人気を二分していった。
シドがヘロインなどの強い麻薬に溺れたのも、元はナンシーがハートブレイカーズと共に英国シーンにもたらしたとも言われている。
しかしながらシドの母親が重度の麻薬依存者であった為、ナンシーと出会う以前からスピードやツイナールといった薬物は使用していた。

### 音楽
ピストルズに加入前はフラワーズ・オブ・ロマンスとスージー・アンド・ザ・バンシーズにてドラムを担当。スージー・アンド・ザ・バンシーズのデビューライブではシドがドラムを叩いている。
ピストルズに加入した当初は全くベースを弾いたことがなかったが、加入してからベースプレイに精を出し、初期のライブではベースの位置は高いながらも曲に合わせて弾いているのが確認が出来る。しかし、その後ナンシー・スパンゲンと知り合ってからは、ベースの練習も投げ出し2人で麻薬に溺れるようになっていってしまった為、結果として上達はしなかった。
一方、現存する数少ないシド在籍時のライブビデオ（特にスウェーデンにおけるライブは最良とも言われる）では、彼のベースプレイが確認できる。またエリザベス女王25周年祭の船上ライブ映像でも、しっかりとしたベースプレイをしている事が確認できる。もっとも音源がポピュラーであるラストライブとなったサンフランシスコのウィンターランドでのライブ音源、映像を確認しても、噂に反して彼がしっかりと演奏をしているのが確認できる。「ベースが弾けない」というのは、ピストルズ特有の流言、一種のフェイクプロモーションの意味もあったのではないかとの説もある。
「一切ベースを弾けなかった」という噂の反面、作曲における才能はピストルズの「Bodies」などで発揮するなど、天性の才能を持ち合わせていた一面もあった。この曲の作曲経緯についてはスティーヴ・ジョーンズが1990年にMTVのインタビューにて語っている。また「Belsen was a gas」もシドによる楽曲の一つであり、死後に彼がいくつかの楽曲の構想を書き記した物も見つかっている。
グルーピーからヘビードラッグの提供を受けるようになった彼は急激に麻薬への依存度が高くなり、ライブ中も立っているのがやっとだったという。ある時は4本あるベースの弦のうち3本の弦が切れているのにも気がつかずに掻き鳴らす状態で、怒ったスティーブ・ジョーンズがアンプを切ったという逸話も語られている。
白ボディに黒ピックガードのプレシジョンベースを使用していた。これは彼が熱狂的なラモーンズファンだった為、ベーシストのディー・ディー・ラモーンと同系統のものを使用している。
アメリカツアー初公演のサンアントニオのライブでは集まった2200人強のメキシコ人がピストルズに対する敵意をむき出しにし、ステージに詰め掛けた為、シドはライブの途中でベースを斧のように構えて客席を威圧し、何度もベースを振り回し、時には掴みかかる客に殴りかかっていきステージ防衛をしなければならなかった。またテキサス州ダラスにおけるライブでは、ピストルズのライブにエキサイトし、ステージに上がってきた客の肩口を愛用のベースで殴るという事件も起こした。
ジョニー・ロットンはシド・ヴィシャスにおけるセックス・ピストルズへの音楽的な貢献はなかったと語っている。売り上げで言えば、シドのシングル「Something else」は、発売後２週間で38万2000枚のリリースを記録している。この記録はセックス・ピストルズの楽曲のうち最大のヒット・ソングであった「God save the queen」を10万枚以上も上回り、事実上のセックス・ピストルズ関連楽曲ではNO.1セールスとなっている。ちなみにロットン脱退後にセックス・ピストルズ名義でリリースされた「MY WAY」は、指名手配犯のロナルド・ビッグズとの「No one was innocent」とカップリングでのリリースであったが、フロントマンが指名手配犯だったこともあって公共の放送は見合わされた。最高位７位のチャートを記録し、セックス・ピストルズの「Pretty vacant」と同等の成績を残した。これにより「カモン・エヴリバディ」の制作が決定した。
なお、「MY WAY」の一節には脱退したロットンを馬鹿にする内容の歌詞がシドにより盛り込まれている。

### ファッション
「R」が刻印されている香港・ラビット社の南京錠のネックレスとリング・ベルトをトレードマークとして身につけていた。
上記の映画『シド・アンド・ナンシー』ではナンシーからのプレゼントとして演出されているが、実際には後にプリテンダーズを結成するクリッシー・ハインドからのプレゼントであった。
鎖のチョーカーのそのネックレスは、日本においては「シド・チェーン」と呼ばれ、2024年現在でも通用する単語となっている。リングベルトは日本においては「シド・ベルト」と呼ばれ、ジョーン・ジェットからのプレゼントであった。
元々はSMグッズの中の一つであった。
アメリカツアー時に愛用したロングブーツはチペワ製の17インチ（筒長）のエンジニアブーツ（型番27909）であった。
これは、シド憧れの人物であるジョニー・サンダースが愛用するブーツと同様であった為、ツアー移動中のバスの中において持ち主であったボブ・グルーエンが居眠りしている隙に拝借し、その履き心地が気に入り、手放したくなくなったシドがグルーエンの喉元にナイフを突き付け強引に自分の物にしている。
同様に愛用していたレザージャケットは50年代後期～60年代初期頃に販売された、PENNEY'Sのツースターモデルのヴィンテージで、スティーブ・ジョーンズから譲り受けたといわれており、左胸にスタッズにてSteveと書かれている。
右胸にはアメリカ陸軍の帽章が飾られている。
右足の太ももを飾っていたのは女性用のキャットガーターでアメリカツアー時は外周が黒のレースに赤いレースでセンター帯が入り、赤いリボンが付き、リボンの外周には黒いレースが付いていた。
映画『ロックンロール・スウィンドル』では、白のレース帯の外周に黒いレースが付き、白いリボンを解けた状態で長く垂らしていた。

### 肉親
シドの母アン・ビヴァリーはマクラーレンとの調停により1986年には25万ポンド、以後毎年10万ポンドをシド・ヴィシャス関連グッズの印税として受け取っていた。しかしその後は病苦に悩まされ、1996年9月6日に64歳で服毒自殺を遂げた。
自殺に際しあてた遺書には、ピストルズ再結成の記者会見の席でロットンが発した「シドが生きていたってクソの役にも立たないぜ！あいつは(革ジャンをかける為の)ハンガーさ！ただの役立たずだった。」という発言に対する怒りと「シドが可哀想…草葉の陰であの子は泣いて居るわ」と記している。
現在、シド・ヴィシャスに関する権利は彼の甥に引き継がれている。
またシド愛用の遺品は時折、サザビーズに出品され高額で取引されている。

## ディスコグラフィ

### アルバム
- 『シド・シングス』 - Sid Sings (1979年)
- The Idols with Sid Vicious (1993年)
- Sid Vicious & Friends (1998年)
- Better (2001年)
- Live at Max's Kansas City, NY 1978 (2002年)
- 『ライヴ!!』 - At the Electric Ballroom (2003年)
- 『トゥー・ファースト・トゥ・リヴ』 - Too Fast to Live (2004年)
- 『シド・ライヴス』 - Sid Lives (2007年)
- Chaos and Disorder Tapes  (2008年)

### シングル
- "My Way" (1978年)
- "Something Else" (1979年)
- "C'mon Everybody" (1979年)

### セックス・ピストルズ
※「セックス・ピストルズ#ディスコグラフィ」を参照

## 映像記録
- Sex Pistols Number One (1976年) ※デレク・ジャーマン監督
- Will Your Son Turn into Sid Vicious? (1978年)
- Mr. Mike's Mondo Video (1979年) ※Michael O'Donoghue監督
- The Punk Rock Movie (1979年) ※Don Letts監督
- 『ザ・グレイト・ロックンロール・スウィンドル』 - The Great Rock 'n' Roll Swindle (1979年) ※ジュリアン・テンプル監督
- 『D.O.A.／伝説のパンクス セックス・ピストルズ』 - DOA (1981年) ※レック・コワルスキー監督
- Buried Alive (1991年) ※セックス・ピストルズ
- Decade (1991年) ※セックス・ピストルズ
- Bollocks to Every (1995年) ※セックス・ピストルズ
- Filth to Fury (1995年) ※セックス・ピストルズ
- Classic Chaotic (1996年) ※セックス・ピストルズ
- Kill the Hippies (1996年) ※セックス・ピストルズ
- The Filth and the Fury (2000年) ※ジュリアン・テンプル監督
- 『ライブ・アット・ザ・ロングホーン』 - Live at the Longhorn (2001年) ※セックス・ピストルズ
- 『伝説のラスト・ライブ』 - Live at Winterland (2001年) ※セックス・ピストルズ
- 『24アワー・パーティー・ピープル』 - 24 Hour Party People (2002年) ※マイケル・ウィンターボトム監督
- Mind the Bollocks Here's the Sex Pistols (2002年) ※セックス・ピストルズ
- Punk Rockers (2003年) ※セックス・ピストルズ
- Blood on the Turntable: The Sex Pistols (2004年) ※Steve Crabtree監督
- Music Box Biographical Collection (2005年) ※セックス・ピストルズ
- Punk Icons (2006年) ※セックス・ピストルズ
- 『アメリカン・ハードコア』 - American Hardcore (2007年)
- Chaos! Ex Pistols Secret History: The Dave Goodman Story (2007年) ※セックス・ピストルズ
- Pirates of Destiny (2007年) ※Tõnu Trubetsky監督
- Rock Case Studies (2007年) ※セックス・ピストルズ
- 『フー・キルド・ナンシー』 - Who Killed Nancy? (2009年) ※アラン・Ｇ・パーカー監督
- Sid! By Those That Really Knew Him (2009年) ※Mark Sloper監督
- 『SAD VACATION ラストデイズ・オブ・シド&ナンシー』 - Sad Vacation: The Last Days of Sid and Nancy (2016年) ※ダニー・ガルシア監督
- In Search of Sid, Jah Wobble、BBC Radio 4-ドキュメンタリー、2009年[10]

## 関連事項
- 『シド・アンド・ナンシー』 - 1986年にヴィシャスの生涯を映画化した作品。彼を演じたゲイリー・オールドマンは熱心にヴィシャスの母親の元へ取材に行き、遺品のアクセサリーなどを多数映画のため託された。